# Репрезентација Србије у америчком фудбалу
Репрезентација Србије у америчком фудбалу је тим који представља Србију на међународним такмичењима у америчком фудбалу. Организује је Српска асоцијација америчког фудбала (СААФ) и основана је 2003. године. Тренутно наступа у Б групи европског шампионата. Селектор репрезентације је Предраг Шћекић
. Србија је навећи успех остварила освајањем првог места на Европском шапионату Групе Ц 2012. године.

## Историјат
Репрезентација Србије своју прву званичну међународну утакмицу одиграла је против репрезентације Словеније, 18. октобра 2005. године. Меч је одржан на стадиону ФК Обилића, а селектор је био Игор Хофман. Србија је победила резултатом 38:0 и освојила „Трофеј Београда“.

## Међународни наступи
Репрезентација Србије је до сада наступала на три Европска првенства. Први пут 2007. године у Аустрији заузела је четврто место на шампионату Групе Ц. Наредно првенство 2012. године у Аустрији и Швајцарској, Србија је освојила победом над домаћином Швајцарском. Тим успехом репрезентација је прешла у виши – Б ранг. На првенству Групе Б у Италији 2013, Србија је освојила пето место победивши Шпанију. На Европском Б првенству 2016. године, Србије је освојила друго место, поразом од домаћина Италије 17:14, што је до тада био највећи успех репрезентације.
Наредних година репрезентација је играла неколико пријатељских утакмица, све до 2019. године када је започет нови циклус Европског првенства у новом формату. ИФАФ је у Европи репрезентације поделио у А групу коју чини 12 екипа и Б групу коју чини 5 екипа. План је био да свака репрезентације годишње игра две утакмице, идеално по једну на домаћем и гостујућем терену. А група је била подељена у четири дивизије: првопласирани у дивизији пласираће се на завршни турнир Европског првенства, другопласирани ће играти за пласман од 5. до 8. места, а трећепласирани би се борили за опстанак. Група Б коју чини пет репрезентација играће лигашки систем (свако по 4 утакмице) и првопласирани ће се пласирати у А групу.
Србија је жребом добила А дивизију у којој су се нашли са актуелним европским прваком Француском и репрезентацијом Чешке. Прву утакмицу играла је са репрезентацијом Чешке, 27. октобра 2019. године у Пожаревцу. Орлови су одиграли фантастичну утакмицу у одбрани и победили са 16:0. Две недеље касније, у Лилу 9. новембра, Србија је привукла пажњу целе Европе када је против првака Француске у гостима играла неизвесну утакмицу до последње секунде. Француска је победила са 13:7, а оба тачдауна постигла је после изгубљених лопти напада Србије. Други одлучујући тачдаун Француске постигнут је после дискутабилне одлуке судија да досуде фамбл уместо некомплетног паса.
2020. године, било је планирано да репрезентација одигра утакмице за пласман и на тај начин крене у припреме за наредни циклус Европског првенства. Утакмица са Аустријом је била заказана за 2. август у Бечу, међутим пандемија корона вируса одложила је међународне утакмице за 2021. годину. Одлука о наставку Европског првенства биће донета до краја марта 2021. године.
После последње утакмице 2019. године, специјализовани сајт Американ Фудбал Интернационал рангирао је репрезентацију Србије као 7. у Европи у конкуренцији 22 државе, што би био нови највећи успех у краткој историји америчког фудбала у Србији. Србија је једина рангирана држава бивше Југославије и позиционирала се испред Велике Британије.

### Европска првенства
Група Ц
| Година | Успех            |
| ------ | ---------------- |
| 2003   | Није учествовала |
| 2007   | 4. место         |
| 2012   | 1. место         |
| Укупно | 2/3              |

Група Б
| Година | Успех    |
| ------ | -------- |
| 2013   | 5. место |
| 2016   | 2. место |
| Укупно | 2/2      |

Група A
| Година | Успех            |
| ------ | ---------------- |
| 2014   | Није учествовала |
| 2018   | Није учествовала |
| 2020   | Квалификовала се |
| Укупно | 1/3              |

### Светска првенства
Репрезентација Србије се до сада није ниједном квалификовала на Светско првенство у америчком фудбалу.
| Година | Успех            |
| ------ | ---------------- |
| 2007   | Није учествовала |
| 2011   | Није учествовала |
| 2015   | Није учествовала |
| 2023   | -                |
| Укупно | 0/4              |

## Састав репрезентације
На утакмици квалификација за Европско првенство против Француске, 9. новембра 2019. године наступили су следећи играчи:

## Селектори репрезентације
Репрезентацију Србије водило је од оснивања неколико селектора. Први је био Игор Хофман, тренер Вукова. У периоду између 2012. и 2014. године селектор Србије био је Шон Ембри, амерички тренер, а наследеио га је Џорџ Шарчевић у јуну 2014. године. Током 2015. и Европског Б првенства репрезентацију је преузео амерички тренер Даг Аткинс.
| Период    | Селектор      | Држава           |
| --------- | ------------- | ---------------- |
| 2015-     | Даг Аткинс    | Сједињене Државе |
| 2014-2015 | Џорџ Шарчевић | Србија           |
| 2012-2014 | Шон Ембри     | Сједињене Државе |
| 2005-2012 | Игор Хофман   | Србија           |